# Filmation
Filmation Associates fue una productora estadounidense que produjo series animadas para televisión durante la segunda mitad del siglo XX. En el periodo comprendido entre los años 1960 y 1980 fue la única competencia real de Hanna-Barbera en el área de dibujos animados para televisión junto con DePatie-Freleng Enterprises. Estaba ubicada en Reseda (California) y fue fundada en 1963 por Lou Scheimer y Norm Prescott. (Se dice que la marca comercial de «Producido por» que aparecía rotando al inicio de sus producciones era una argucia para que ambos fundadores recibieran el mismo crédito; las producciones posteriores solo daban crédito a Sheimer, mostrando su firma.)
Muchos de sus programas, en particular los producidos a finales de los años 1970 y los 1980, se caracterizaban por impartir una sencilla lección moral (explicada por un personaje principal de forma amigable a los menores) en el epílogo.

Logo de Filmation utilizado entre 1968 y 1982.

## Estilo de animación
Al igual que otros productores de dibujos animados para programas infantiles de máxima audiencia, Filmation estaba más preocupada por la cantidad que por la calidad de sus producciones. Sin embargo, hicieron varios intentos para situarse por encima del estándar de las animaciones y producir caricaturas razonablemente bien escritas. El ejemplo más conocido de este intento fue la adaptación animada de la serie Star Trek, que incluía guiones escritos por conocidos autores de ciencia ficción y las voces de buena parte del reparto de la serie original. Otras producciones de Filmation recordadas favorablemente son: el serial de 16 episodios de Flash Gordon, originalmente concebida como una película para un estreno en cines pero emitida completa solo una vez en la NBC; El gordo Alberto y la pandilla Cosby, una serie animada educativa creada y protagonizada por Bill Cosby; y He-Man, basada en la popular línea de juguetes de Mattel. Las adaptaciones animadas de los personajes de Archie Comics son también dignas de mención por la música pop que se produjo para ellas, en particular la canción Sugar, Sugar, un sencillo que alcanzó el n.º 1 en las listas de éxitos.

### Calidad de sus producciones
Filmation tenía la reputación de explotar la técnica de la animación limitada para producir series animadas con un aspecto distintivo. Usaron mucho el rotoscopio y también reutilizaban las mismas secuencias de animación una y otra vez, muchas veces, hasta el punto de que el estilo de Filmation era instantáneamente reconocible (y a menudo despreciado por los críticos de televisión y expertos en animación). Resulta digno de mención que Filmation se negase a confiar en estudios de animación fuera de los Estados Unidos para el grueso de su producción. Sin embargo, muchos elogiaron la calidad de su trabajo artístico, sobre todo en las fastuosas pinturas de los escenarios de fondo. (Una marca de fábrica de Filmation era el uso recurrente de largas tomas en las que la cámara se movía lentamente a largo de un escenario de fondo, llenando así tiempo de pantalla con secuencias que requerían poca o ninguna animación). Filmation fue pionera en las técnicas de animación novedosas, como en Flash Gordon, que incluyó efectos como efectos moiré para representar campos de energía y un método inédito para generar vehículos animados en 3D filmando miniaturas blancas con líneas negras contra fondos blancos e imprimiendo la película para producir celuloides de animación que luego eran pintados a mano.
Los personajes, así como las tramas, parecían fórmulas repetidas. Por ejemplo, la mayoría de los episodios de Los Cazafantasmas tenían la misma trama (los malos desarrollan un plan malvado, se necesita a los héroes para deshacerlo pero están ausentes, el coche parlante Ghost Buggy se queja sobre su peligrosa situación, Tracey el Gorila saca de su mochila exactamente el objeto aleatorio que el Cazafantasmas de turno necesita en un momento de desesperación, Eddie que hace varias cosas torpes o estúpidas, entre otros). Muchos de los efectos de sonido y explosión utilizados en sus dibujos animados sonaban también muy familiares.
Sin embargo puede argüirse que los episodios de He-Man y Bravestarr, en esencia y a menudo en animación, fueron pioneros en su tiempo y prepararon el terreno para guiones más elaborados (en el episodio El Problema Con el Poder He-Man creía que había matado a un mirón inocente, en La Búsqueda de Teela se presentaba la ahora famosa mitología de que la Hechicera es madre de Teela, etcétera); en el episodio 1x26 de Bravestarr se mostraban los efectos de la adicción a las drogas, con un fatal desenlace. De igual forma, los guiones de Star Trek: La Serie Animada, que a menudo eran escritos por los mismos guionistas que la versión original, solían ser bastante sofisticados, lo que logró el primer premio Emmy para la franquicia.

## Personajes originales
Hubo muy pocos personajes animados originales creados por los estudios. Dos ejemplos fueron Fraidy Cat, un gato tímido que había perdido ocho de sus nueve vidas, que volvían para atormentarle, y Wacky & Packy, un cavernícola y su mamut mascota (Packy de paquidermo) que llegaban a la época moderna gracias a un viaje en el tiempo. Ambos fueron emitidos originalmente como segmentos del programa Uncle Croc's Block en la cadena estadounidense ABC. Aparentemente tuvo tan poca audiencia que la ABC dejó de encargar programas a Filmation. Así, en una época en la que las ideas para los dibujos animados se habían agotado (la comedia estaba fuertemente presionada por la violencia, y todo lo demás parecía una copia del popular formato de Scooby-Doo), el punto fuerte de Filmation eran sus adaptaciones de programas de televisión populares. (El estudio supuestamente quiso hacer una versión animada de la serie M*A*S*H, pero fue rechazada, llevándoles a la parodia canina M*U*S*H, que era el tercer segmento animado de Uncle Croc's Block).

## Programas con actores reales
El otro punto fuerte de Filmation (en el que figuran sus conceptos más originales) fueron sus programas con actores reales (en imagen real), incluyendo Space Academy, su secuela Jason of Star Command, Ark II, Shazam! y The Secrets of Isis. También produjo una serie con actores reales titulada The Ghost Busters en 1975; tras el lanzamiento en 1984 de la película sin relación Los cazafantasmas, Filmation sacó provecho del éxito de ésta produciendo una nueva serie animada basada en la original.

## Cruce deLooney TunesconGroovie Goolies
Cabe también mencionar un programa especial en que aparecieron varias estrellas de los Looney Tunes de Warner Brothers junto con los Groovie Goolies de Filmation, un grupo de monstruos clásicos. Se emitieron en 1972 en el programa de la cadena estadounidense ABC Saturday Superstar Movie. Aunque la mayoría de los personajes de la Warner Brothers estaban bien dibujados (el veterano animador de la Warner Virgil Ross estuvo trabajado en él por entonces) y sus voces fueron interpretadas por el actor de voz Mel Blanc, el especial no fue del gusto de muchos seguidores de la animación clásica de la Warner Brothers debido a su animación limitada así como al débil guion. No fue éste el último devaneo de Filmation con personajes de la animación: a finales de los años 1970 la compañía produjo una nueva serie basada en los cortos de Tom y Jerry así como en caracteres del archivo Terrytoons (Super Ratón y Las urracas parlanchinas).

## Propietarios
El estudio Filmation fue propiedad de Teleprompter a principios de los años 1970, pasando luego a manos de Westinghouse (a través de su división Group W Productions) en 1982, aunque en 1988 fue comprado por la compañía de cosméticos L'Oréal. Ésta cerró pronto el estudio el 3 de febrero de 1989, terminando así el legado de Filmation. Los expertos y aficionados a la animación creen que el estudio se cerró por asuntos fiscales. La última producción de Filmation fue la película Happily Ever After (una secuela no oficial del cuento de Blancanieves), estrenada en cines en 1993. También, en el momento del cierre, dos nuevas series animadas para televisión, Bugzburg y Bravo (una secuela de Bravestarr), estaban empezando a producirse.
Desde entonces, la mayor parte del catálogo de Filmation ha estado bajo la propiedad de Hallmark Cards, a través de su filial Hallmark Entertainment; sin embargo, dado que una gran cantidad de la producción de Filmation se basó en personajes licenciados de otras compañías, muchos títulos (también bajo propiedad de Entertainment Rights) están realmente bajo el control de otros estudios (Paramount Pictures y Warner Brothers).
En marzo de 2004, la parte del catálogo de Filmation que estaba bajo propiedad de Hallmark fue vendida a una compañía británica llamada Entertainment Rights. Ésta ha revelado desde entonces que cuando Hallmark convirtió toda la producción de Filmation a formato digital en los años 1990, solo se hicieron copias en formato PAL, con las películas cinematográficas originales aparentemente descartadas. Esto fue debido a la previamente desconocida (aunque sospechada) política con poca visión de futuro de Hallmark de distribuir las producciones de Filmation solo fuera de los Estados Unidos. La conversión a PAL provocó, de esta forma, que potencialmente todas las producciones de Filmation quedaran para siempre aceleradas un 4% con respecto al metraje original.

## Filmation en DVD
Las series animadas originales He-Man y los Amos del Universo y El gordo Alberto y la pandilla Cosby fueron las primeras producciones de Filmation en ser lanzadas en DVD en Estados Unidos y Canadá.
He-Man fue distribuido por BCI Eclipse en otoño de 2005 como The Best of He-Man and the Masters of the Universe (10 Episode Collector's Edition). En enero de 2006, BCI Eclipse alcanzó un acuerdo por 2 años con Entertainment Rights para llevar por fin más episodios de He-Man y los Amos del Universo a Norteamérica así como otros títulos de Filmation, probablemente She-Ra: La Princesa del Poder, Los Cazafantasmas, El Llanero Solitario y Las nuevas aventuras de El Zorro. Space Sentinels ha sido anunciada recientemente para su lanzamiento en DVD en agosto e incluirá también los cinco episodios de The Freedom Force. Las nuevas aventuras de Flash Gordon  también han sido lanzadas recientemente en DVD.
She-Ra: La Princesa del Poder también ha visto confirmado su lanzamiento en DVD en una edición «grandes éxitos» para coleccionistas de dos discos incluyendo el largometraje de cinco partes El secreto de la espada y cinco episodios extras votados por los seguidores de la serie. La fecha de lanzamiento es el 18 de julio, y en los 12 meses siguientes habrá tres lanzamientos adicionales de She-Ra.
El gordo Alberto y la pandilla Cosby fue lanzada en DVD por primera vez a principios de 2005, primero en una edición «grandes éxitos», y después con colecciones de las dos primeras temporadas (cada una con un CD incluyendo las canciones de la serie). También se han editado en DVD los especiales de Navidad y Halloween. Todos los DVD de El gordo Alberto fueron lanzados en Estados Unidos y Canadá por Urbanvision.
Hay noticias sobre que Paramount lanzará en DVD la colección de 22 episodios de Star Trek: La Serie Animada de Filmation en el otoño de 2006, para celebrar el 40.º aniversario de la franquicia Star Trek. Paramount ha señalada que efectivamente están trabajando en la edición DVD, posiblemente para lanzarla sobre el 8 de septiembre de 2006 (la fecha real del aniversario y coincidentalmente también el aniversario de la primera emisión de la serie animada en 1973), aunque esto no es aún oficial.
Aparte de un único episodio de Shazam!, que se incluyó como contenido extra en el DVD de la tercera temporada de la serie de televisión de la Mujer Maravilla, ninguna de las series con actores reales de Filmation están disponibles en DVD.

## Series de Filmation
Algunas de las series más conocidas de Filmation son:

### Años 1960
- Rod Rocket (1963)
- Las nuevas aventuras de Superman (1966-1967 CBS)
- The Superman/Aquaman Hour of Adventure (1967-1968 CBS)[4]
- Viaje al centro de la Tierra (1967 ABC)
- Aquaman (1968 CBS)
- The Archie Show (1968 CBS)
- The Batman/Superman Hour (1968-1969 CBS)
- El viaje fantástico (1968 ABC)
- Las aventuras de Batman y Robin el Chico Maravilla (1969-1970 CBS)
- Los peligros de Penélope Glamour (1969 ABC)
- The Hardy Boys (1969 ABC)

### Años 1970
- Dick Tracy (segmento de Archie's T.V. Funnies, 1971)
- Sabrina, la bruja adolescente (1971-1974 CBS)
- Lassie's Rescue Rangers (1973-1974 ABC)
- The Brady Kids (1972-1974 ABC)
- Star Trek: La serie animada (1973 NBC)
- El gordo Alberto y la pandilla Cosby (1972-1976 CBS) (después se movió para Hanna-Barbera en 1976)
- Mi marciano favorito (1973 CBS)
- Las nuevas aventuras de Gilligan (1974 ABC)[5]
- The Secret Lives of Waldo Kitty (1975 NBC)
- Groovie Goolies (1970 CBS y ABC)
- Shazam! (serie en imagen real, 1974 CBS)
- The Secrets of Isis (serie en imagen real, 1975 CBS)
- The Ghost Busters (serie en imagen real, 1975 CBS)
- Las nuevas aventuras de Batman (1977 CBS y NBC)
- Tarzán, Rey de la Jungla (1976 CBS)
- Will the Real Jerry Lewis Please Sit Down? (1970 ABC)
- Ark II (serie en imagen real, 1976 CBS)
- Space Academy (serie en imagen real, 1977 CBS)
- Tarzán y los súper 7 (1978 CBS y NBC)
- Jason of Star Command (serie en imagen real, 1979 CBS)
- Uncle Croc's Block (1975 ABC)
- Mission: Magic (1973 ABC)
- Las nuevas aventuras de Flash Gordon (1979-1981 NBC)[3]
- Space Sentinels (1977 NBC)
- Fabulous Funnies (1978 NBC)
- La hora de aventuras de Super Ratón, las urracas parlanchinas y Quackula (1979 CBS)
- The Brown Hornet (segmento de El gordo Alberto, 1979 CBS)

### Años 1980
- Blackstar (1981 CBS)
- El Llanero Solitario (1980 CBS)
- Bravestarr (1987–1989)
- El planeta de Gilligan (1982 CBS)
- He-man y los Amos del Universo (1983–1985)
- Kid Superpower Hour with Shazam! (1981 NBC)
- She-Ra: La Princesa del Poder (1985–1987)
- Sport Billy (1982 NBC)
- Escuela de Héroes (1981)
- Legal Eagle (segmento de El gordo Alberto, 1984-1985)
- Los Cazafantasmas (1986–1988)
- The Tarzan/Lone Ranger Adventure Hour (1980–1982 CBS)
- Los locos Addams (1980 ABC)